# Malatesta-ház
A Malatesta-ház egy itáliai család, amely 1295-től 1500-ig uralkodott Riminiben, valamint (különböző időszakokban) Romagna más területein és városaiban, és magas pozíciókat töltött be a mai Toszkána, Lombardia és Marche városainak kormányzásában. A dinasztiát a késő középkor legfontosabb és legbefolyásosabb családjai között tartják számon. Legnagyobb befolyásuk időszakában kiterjesztették birtokaikat a Marche partvidékén Ascoli Picenóig, Senigalliáig, Sansepolcroig és Citernáig, valamint északon Bergamo és Brescia területére.

## Története
A Malatesta-család őse állítólag Rodolfo Carpegna, akinek harci szelleme a mala testa („rossz fej”) nevet adta neki. 1004-től kezdve várat építtetett Pennabilli szikláján.
A 11. században a családnak birtokai voltak Gabicce Mare, Gatteo és Poggio Berni régióban. Giovanni Malatesta († 1150) birtokolt néhány földet a Marecchia és a Rubicon folyók között, és ő volt az első, aki Riminiben telepedett le. Fia a Traversari családba nősült, akik a 12. és 13. században Ravenna és Rimini urai voltak. 1186-ban a Malatesta-család Torriana ura lett. Giovanni unokái, Giovanni és Malatesta I. Malatesta (1183–1248) megalapították a Sogliano al Rubicone grófok (1640-ben megszűnt) és a Pennabilli és Verucchio "della Penna" grófjainak (1462-ig) ágait. 1216-ban Rimini polgárai lettek.

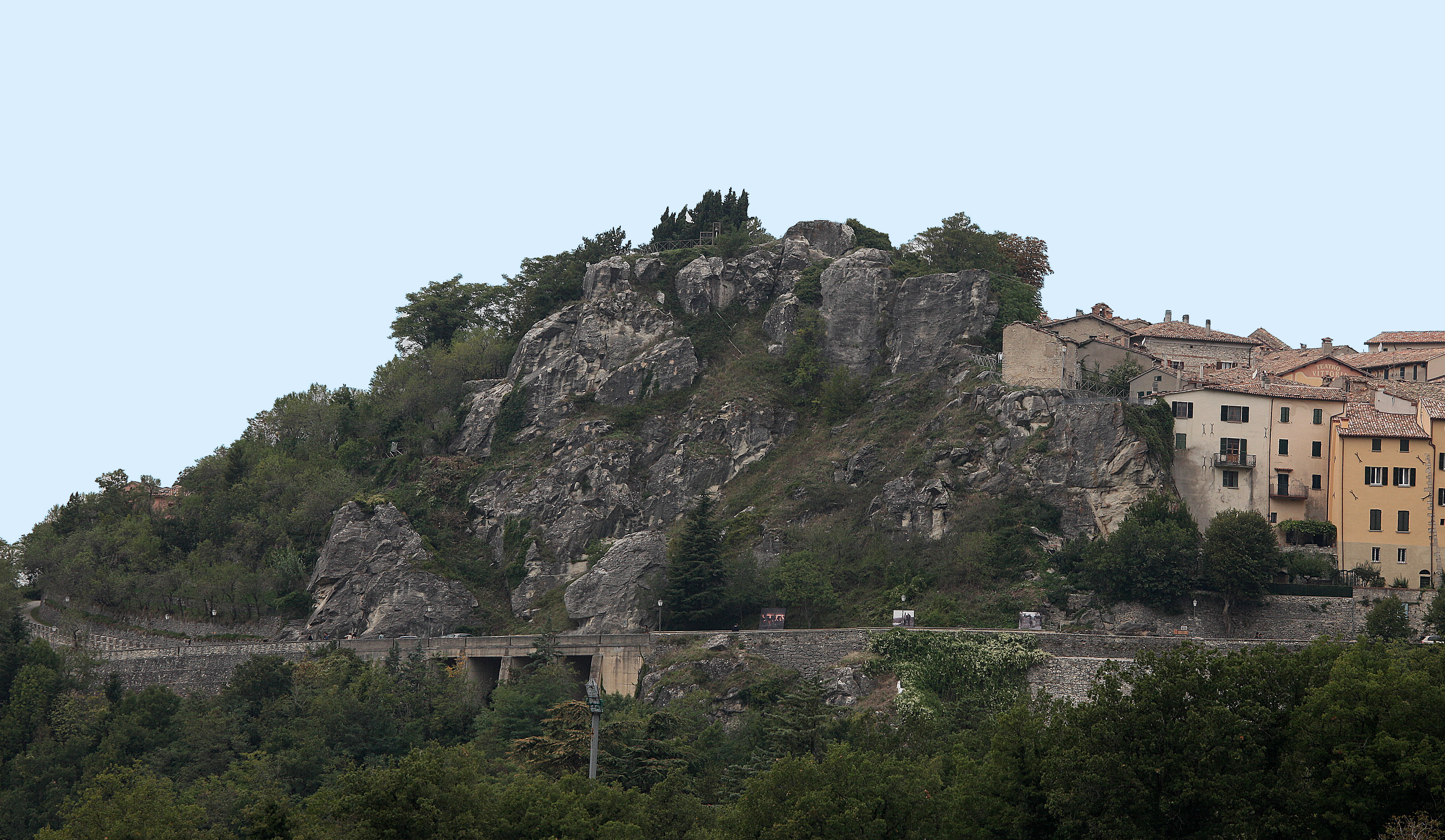
Pennabilli
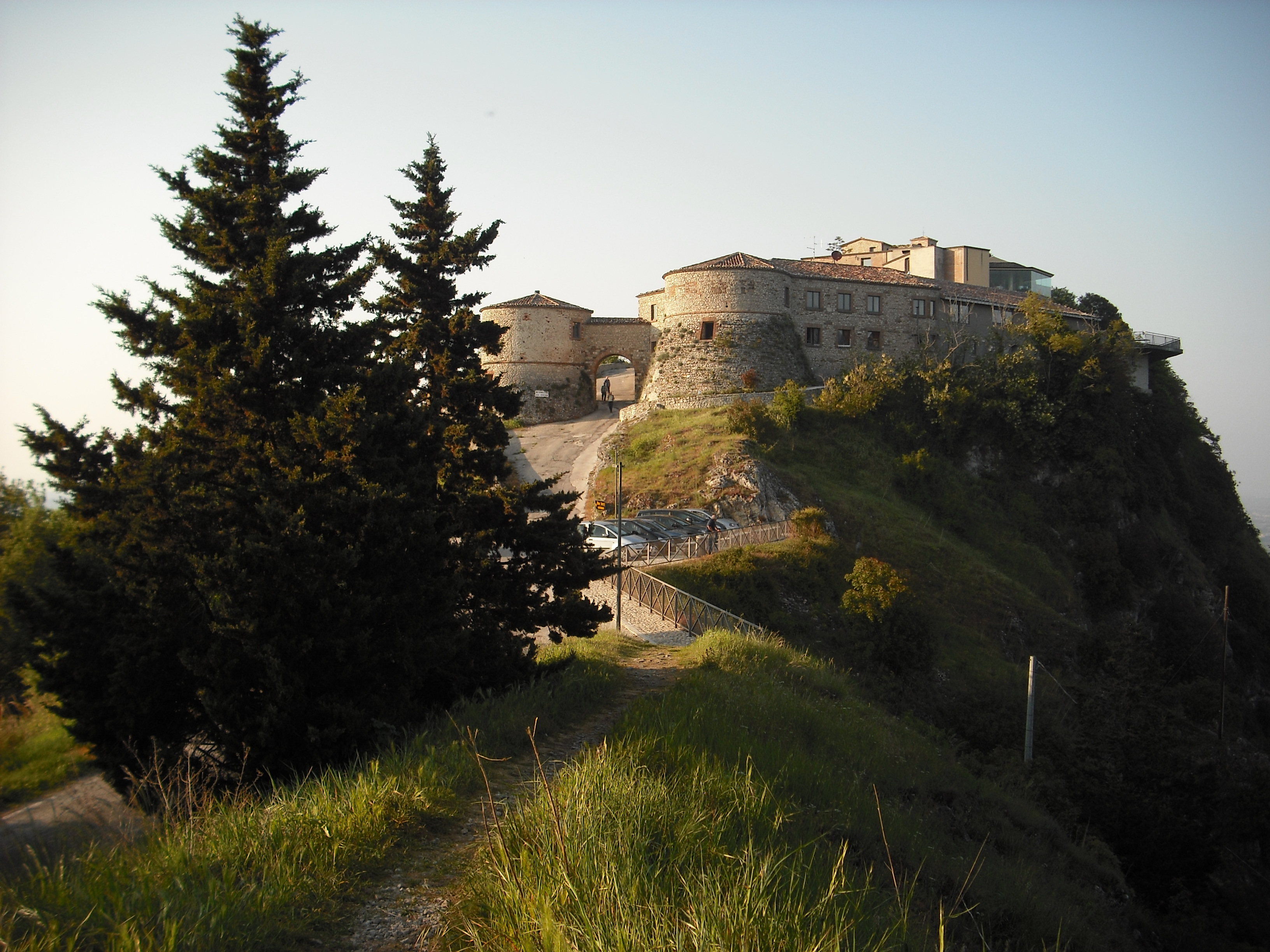
Torriana
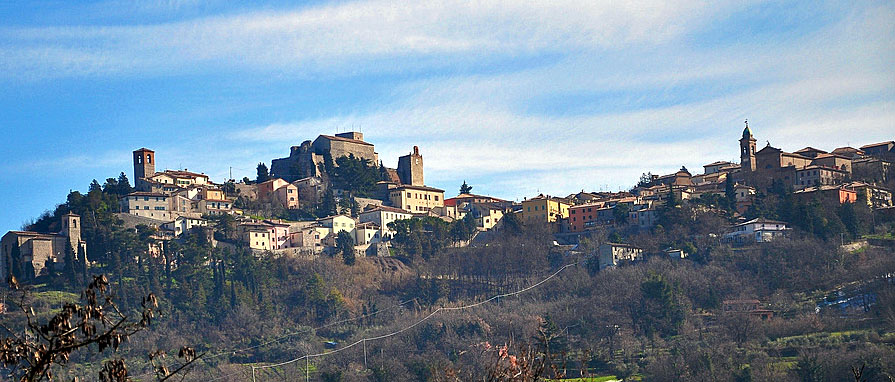
Verucchio

I. Malatesta 1228-ban Pistoia, majd 1239-ben és 1247-ben Rimini podestàja (főbírója) lett. A pápát és a császárt követők (guelfek és ghibellinek) közötti küzdelmek során II. Frigyes császárt támogatta. Fia, Malatesta da Verucchio († 1312) azonban a császár 1248-as parmai veresége után átállt a guelfek oldalára, és a vezetőjük lett, míg I. Montefeltrói Guido vette át a ghibellinek vezetését Marche és Romagna régióban. Malatesta da Verucchio a család ghibellin riválisainak, a Parcitadi családnak 1295-ös kiűzése után a város egyedüli urává („signore”) tette magát. Púpos fia, Giovanni Malatesta elsősorban azért híres, mert 1285-ben meggyilkolta feleségét, Francesca da Polentát és öccsét, Paolót, miután házasságtörésen rajtakapta őket. A gyilkosságról Dante Pokol című művében, valamint Giovanni Boccaccio egyik történetében is olvashatunk.
Giovanni testvére, I. Malatestino 1296-ban a bolognai, majd 1303-ban a firenzei guelfek capitánója lett. 1312-ben lerombolta ghibellin unokatestvérei soglianói várát, majd 1312-ben apja nyomdokaiba lépve Rimini ura lett. A tizennegyedik és tizenötödik században a Malatestas család számos várost uralt Romagnában és Marche-ban, köztük Pesarót, Fanót, Cesenát, Fossombronét és Cerviát. Több Malatesta is condottieri volt különböző olasz államok szolgálatában. Malatesta Novello 1447 és 1452 között építtette a cesenai Malatestiana Könyvtárat.

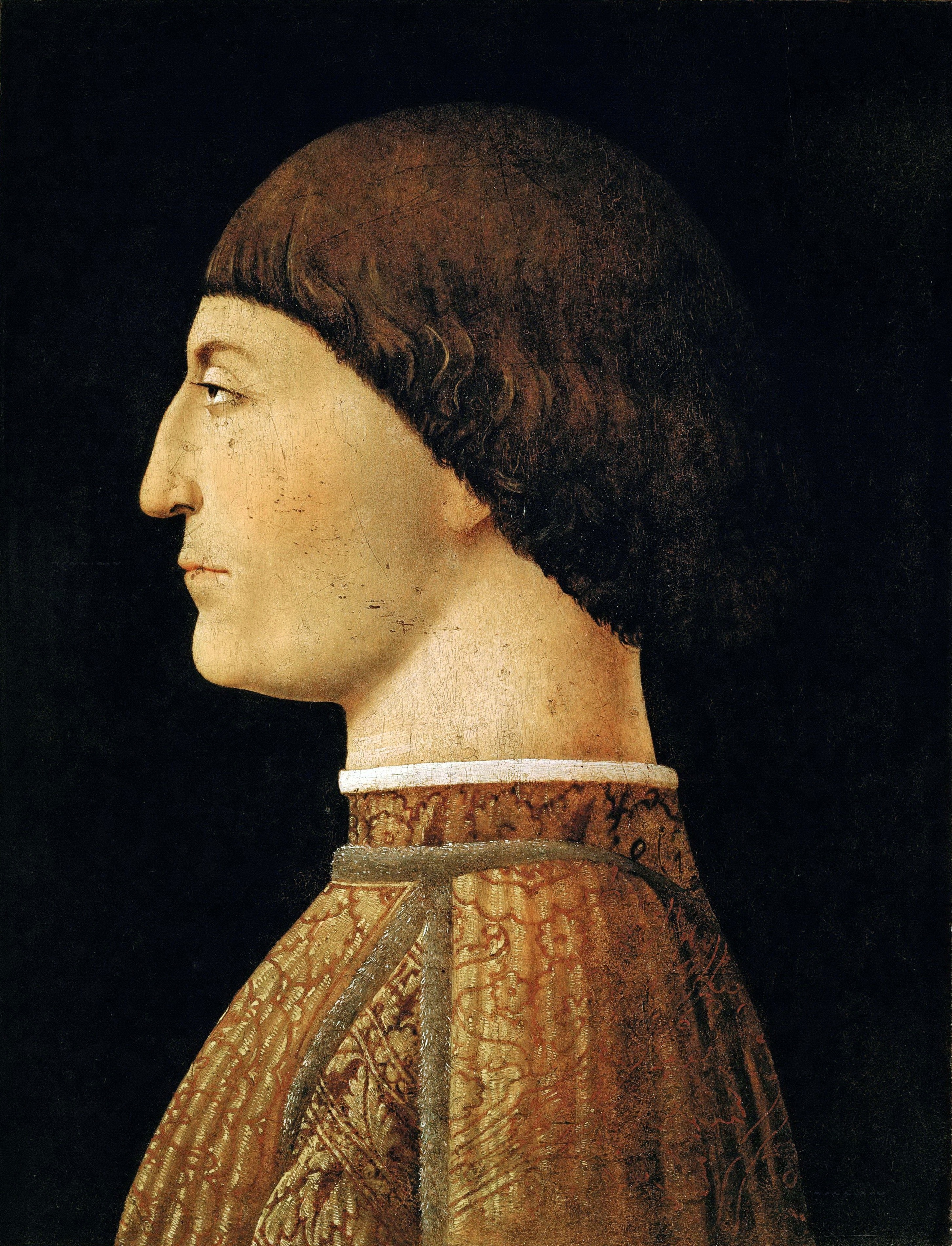
Sigismondo Pandolfo Malatesta (1417–1468), Piero della Francesca

A leghíresebb Sigismondo Pandolfo Malatesta volt, aki területi igények miatt konfliktusba keveredett a pápasággal, valamint riválisával, Federico da Montefeltróval. Végül szinte minden területét elvesztette, kivéve Riminit, amelyet a Velencei Köztársaság támogatásával tarthatott meg. 1450-től azonban felépíttette Rimini székesegyházát, a Tempio Malatestianót. Unokáját, Pandolfót 1500-ban Cesare Borgia kiűzte Riminiből, és a várost végül 1528-ban, Pandolfo fia, Sigismondo utolsó sikertelen kísérlete után beolvasztották a Pápai Államba. A 16. és 17. században a család még számos condottierét biztosított; a Sogliano ág 1640-ben kihalt; a rimini ág utolsó tagja a jezsuita Roberto Malatesta († 1708), a Ghiaggiolo ág pedig Lambertóval 1757-ben halt ki.

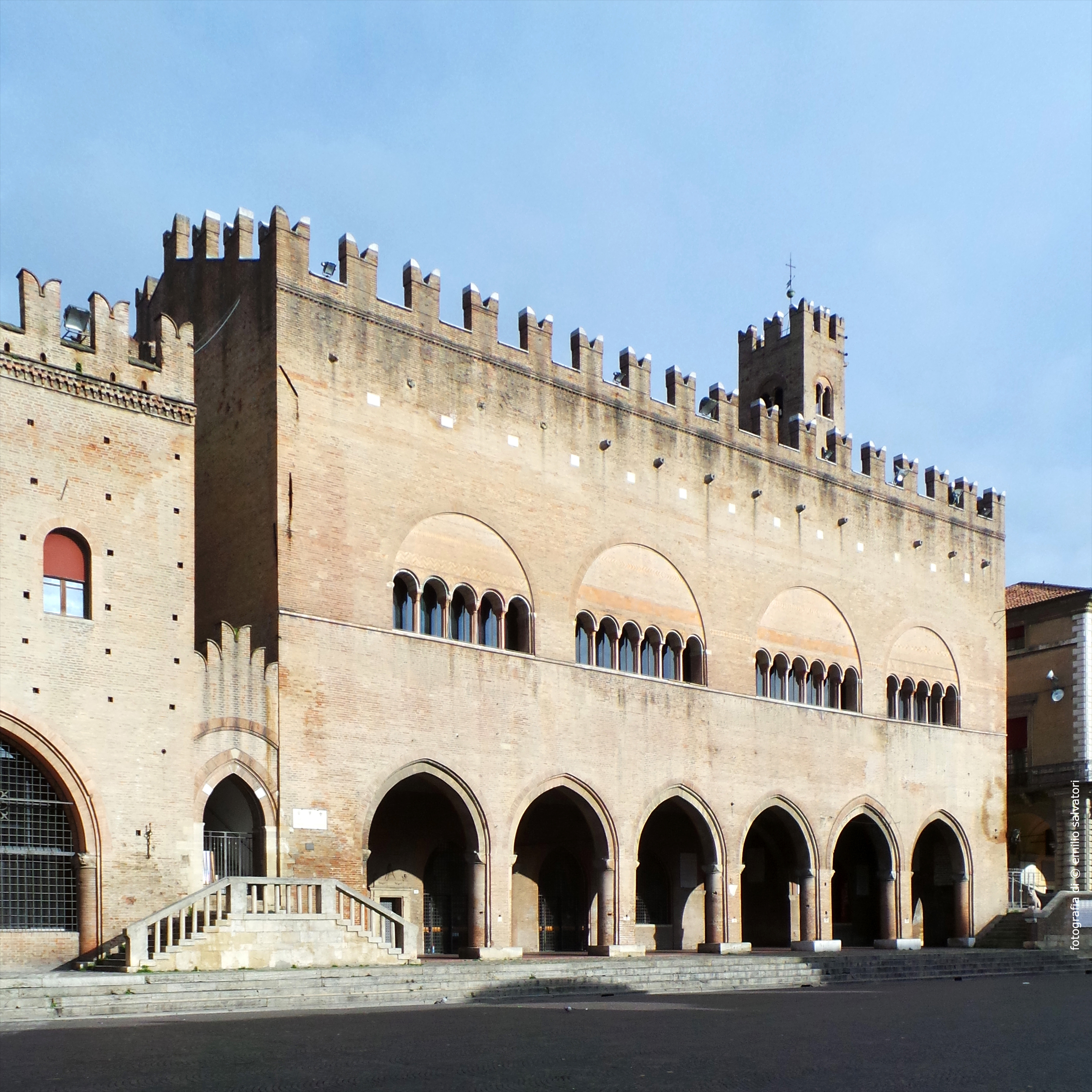
Arengo-palota, Rimini
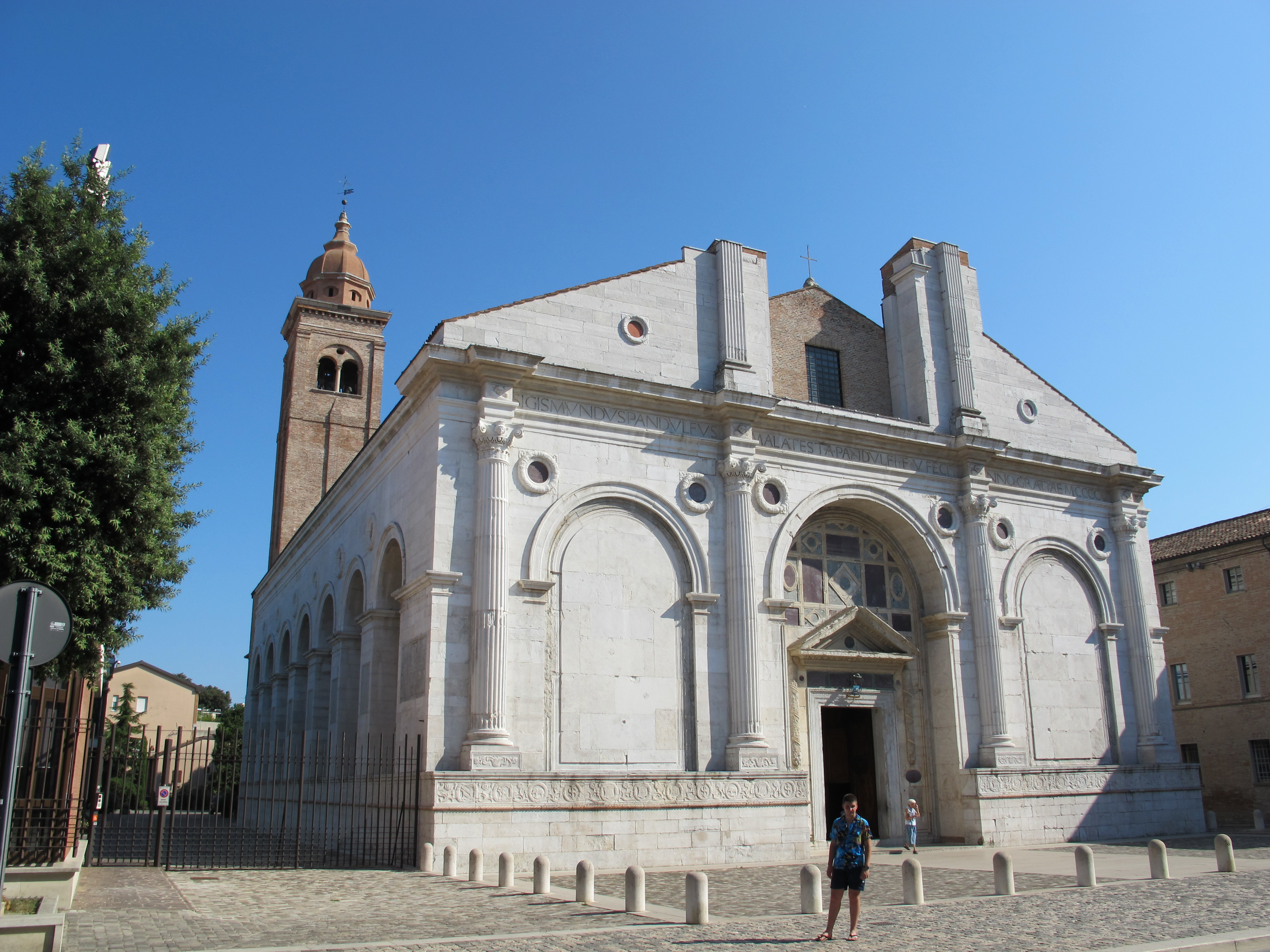
Malatesta-templom, Rimini
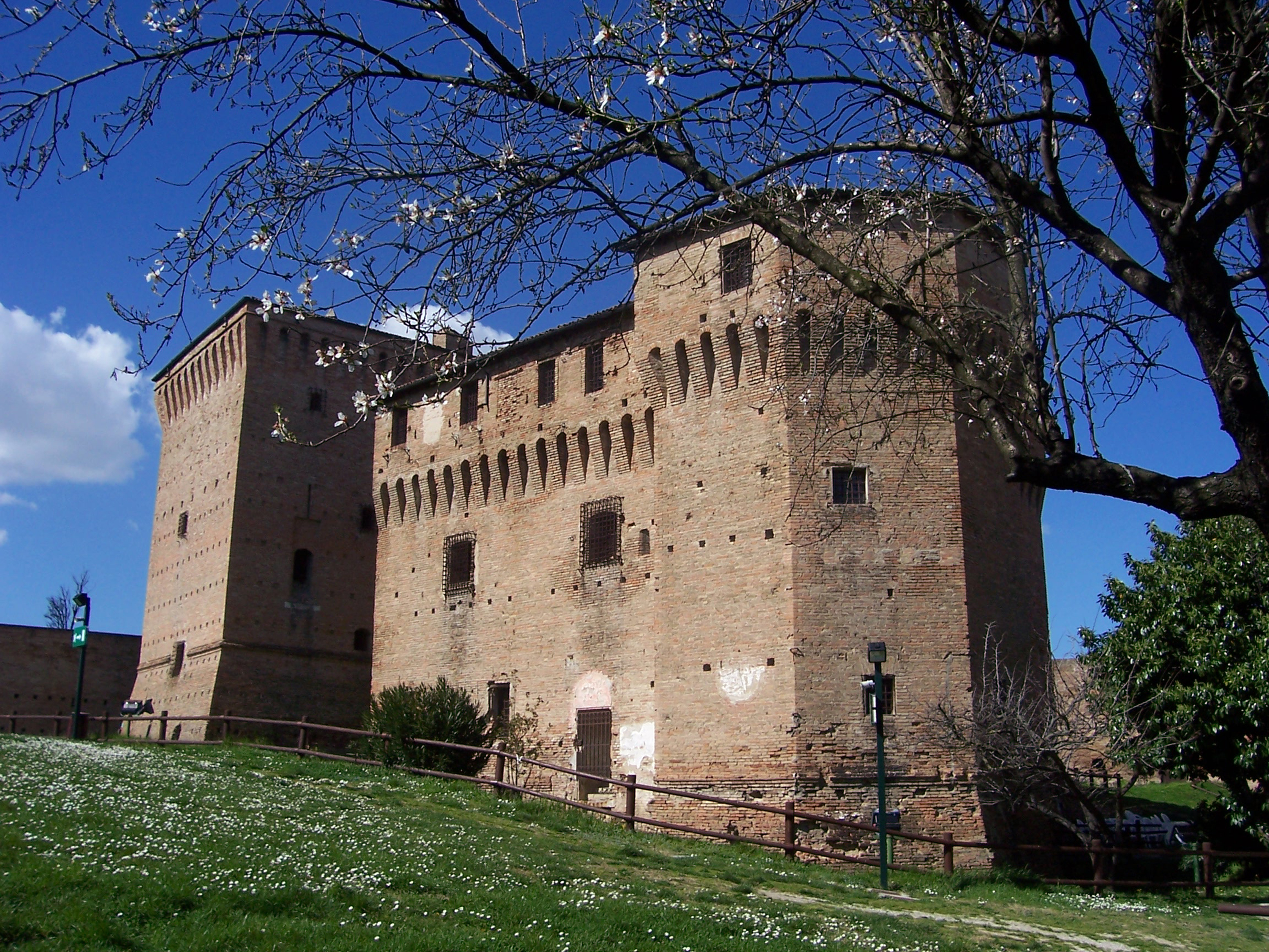
Malatesta-vár Cesena
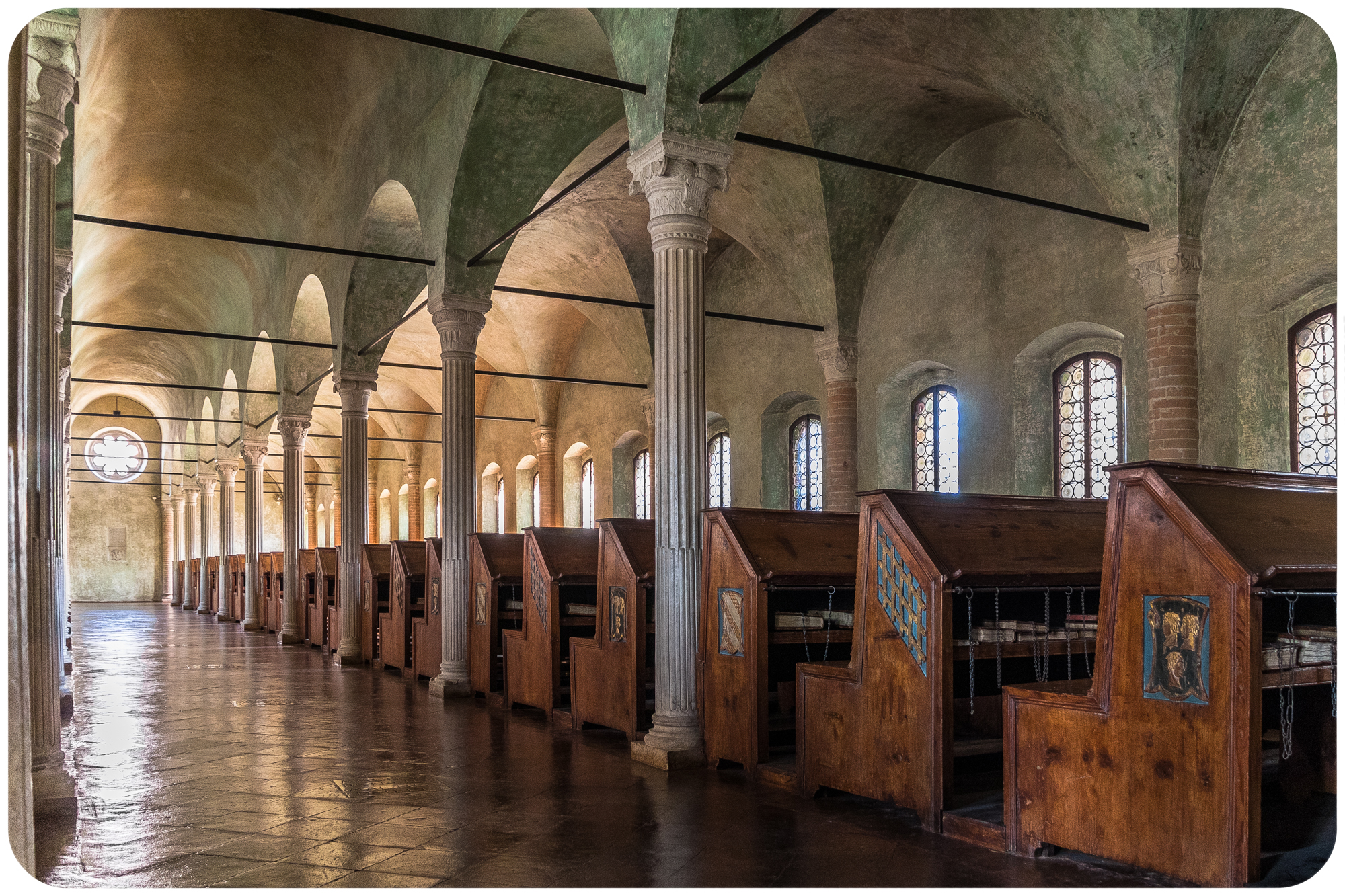
Malatesta Könyvtár, Cesena

## Malatesta családtagok

### Alapító személyek
- (1) Malatesta dalla Penna († 1248)
- (2) Malatesta da Verucchio († 1312), fia (1) – Rimini ura, 1295

### 1. generáció (Malatesta da Verucchio fiai)
- (3) Malatestino „dell'Occhio” († 1316) – Rimini ura, 1312
- (4) Paolo 'il Bello' († 1285) – meggyilkolta (5)
- (5) Giovanni „Gianciotto” († 1304)
- (6) I. Pandolfo († 1326) – Rimini ura, 1317

### 2. generáció
Malatestino fiai (3)
- (7) Ferrantino († 1353) – Rimini ura, 1326; (11) 1334-ben letette és bebörtönözte

Paolo fiai (4)
- (9) Ramberto († 1330) – meggyilkolta (14)
- (10) Guido főpap (1334 k.)

Gianciotto fia (5)
- (8) Uberto, Giaggolo grófja († 1323) – meggyilkolta (9)

I. Pandolfo fiai (6)
- (11) Malatesta II „Guastafamiglia” († 1364) – Pesaro ura, 1326; és Rimini, 1334
- (12) I. Galeotto († 1385) – Rimini ura stb.

### 3. generáció
Ferrantino fiai (7)
- (13) Pandolfino (†?)
- (14) Malatestino Novello († 1335) – bebörtönözték és valószínűleg (11) megvyilkolta

Malatesta II fiai (11)
- (15) Malatesta 'Ungaro' († 1364) – Jesi ura
- (16) II. Pandolfo († 1373) – Pesaro ura

I. Galeotto fiai (12)
- (17) Rimini Károly – Rimini ura
- (18) III. Fanói Pandolfo († 1427) – Fano ura
- (19) Cesenai Andrea († 1416) – Cesena ura
- (20) II. Galeotto di Cervia – Cervia ura

### 4. generáció
Pandolfino fiai (13)
- (21) Ferrantino Novello († 1352)
- (22) Guido (†  1334) – bebörtönözték és valószínűleg (11) megölte

## A Malatesta-családfa
Sablon:Familytree/start
Malatesta I
lord of Rimini
Pandolfo I
lord of Rimini, PesaroGiovanni
lord of PesaroMalatestino
lord of RiminiPaolo
capitano in Florence
Malatesta II
lord of Rimini, Pesaro
BRANCH OF PESAROGaleotto
lord of Rimini, Fano, Cesena, Fossombrone
BRANCH OF RIMINIFerrantino
lord of RiminiRamberto
claimant
Pandolfo II
lord of PesaroUngaro
lord of JesiCarlo I
lord of Rimini, Pesaro, Fano, CesenaPandolfo III
lord of FanoAndrea
lord of Fossobrone
Malatesta III
lord of Pesaro, Fossombrone, JesiGaleotto Roberto
lord of RiminiDomenico Novello
condottiero(illeg.)
Sigismondo Pandolfo
lord of Rimini, Fano
Galeazzo
lord of Pesaro, FossombroneCarlo II
lord of Pesaro, FossombroneCleofa Malatesta
Theodore II Palaiologos
despot of MoreaRoberto
lord of Rimini
Pandolfo IV
lord of Rimini
Sigismondo
condottiero
Sablon:Familytree/end
- A Malatesta-ház tagjai

## Fordítás
- Ez a szócikk részben vagy egészben  a   House Malatesta című angol Wikipédia-szócikk fordításán alapul.  Az eredeti cikk szerkesztőit annak laptörténete sorolja fel. Ez a jelzés csupán a megfogalmazás eredetét és a szerzői jogokat jelzi, nem szolgál a cikkben szereplő információk forrásmegjelöléseként.